# St.-Johannis-Kirche (Oldisleben)

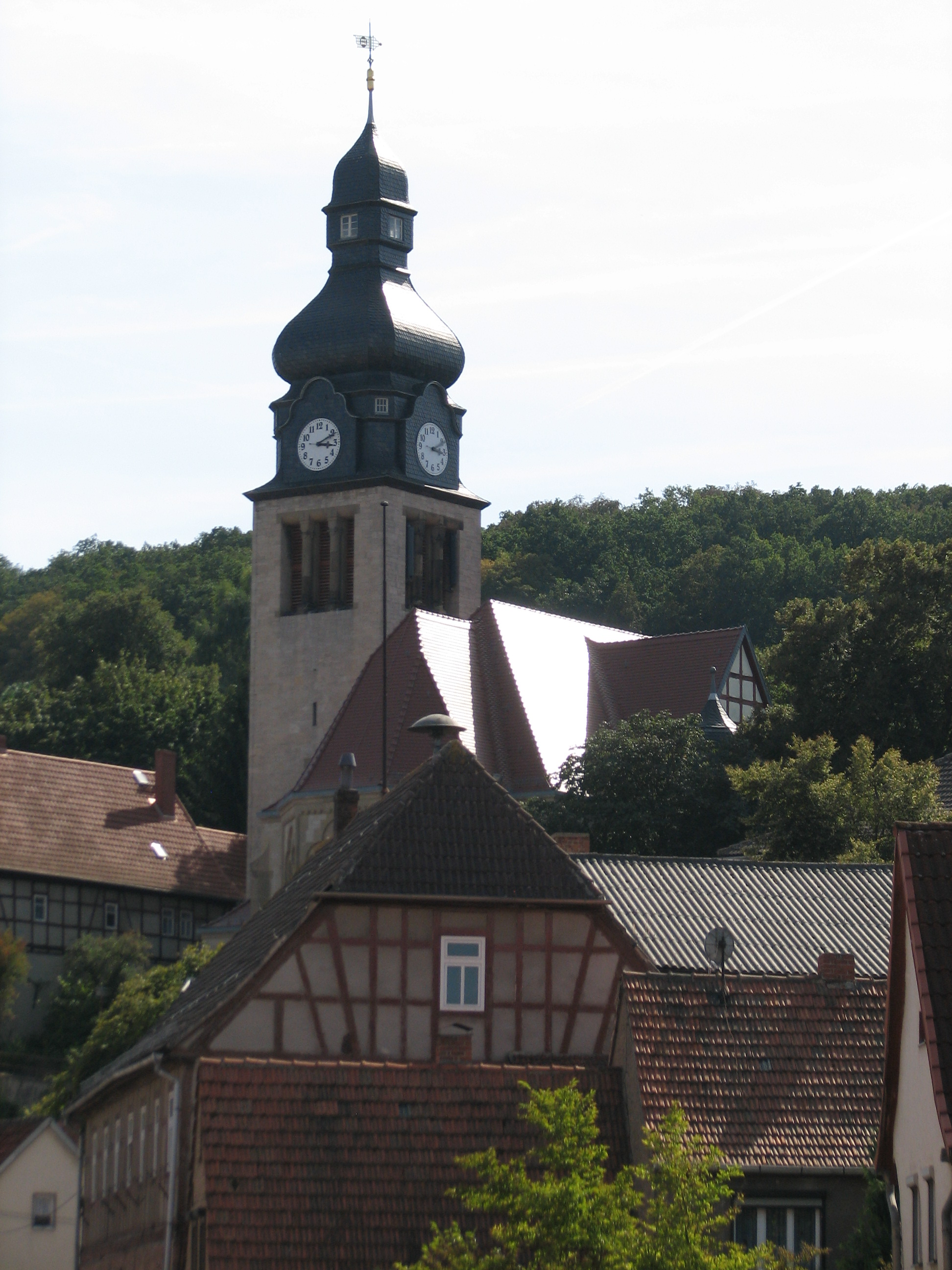
Die Kirche oberhalb der Ortschaft

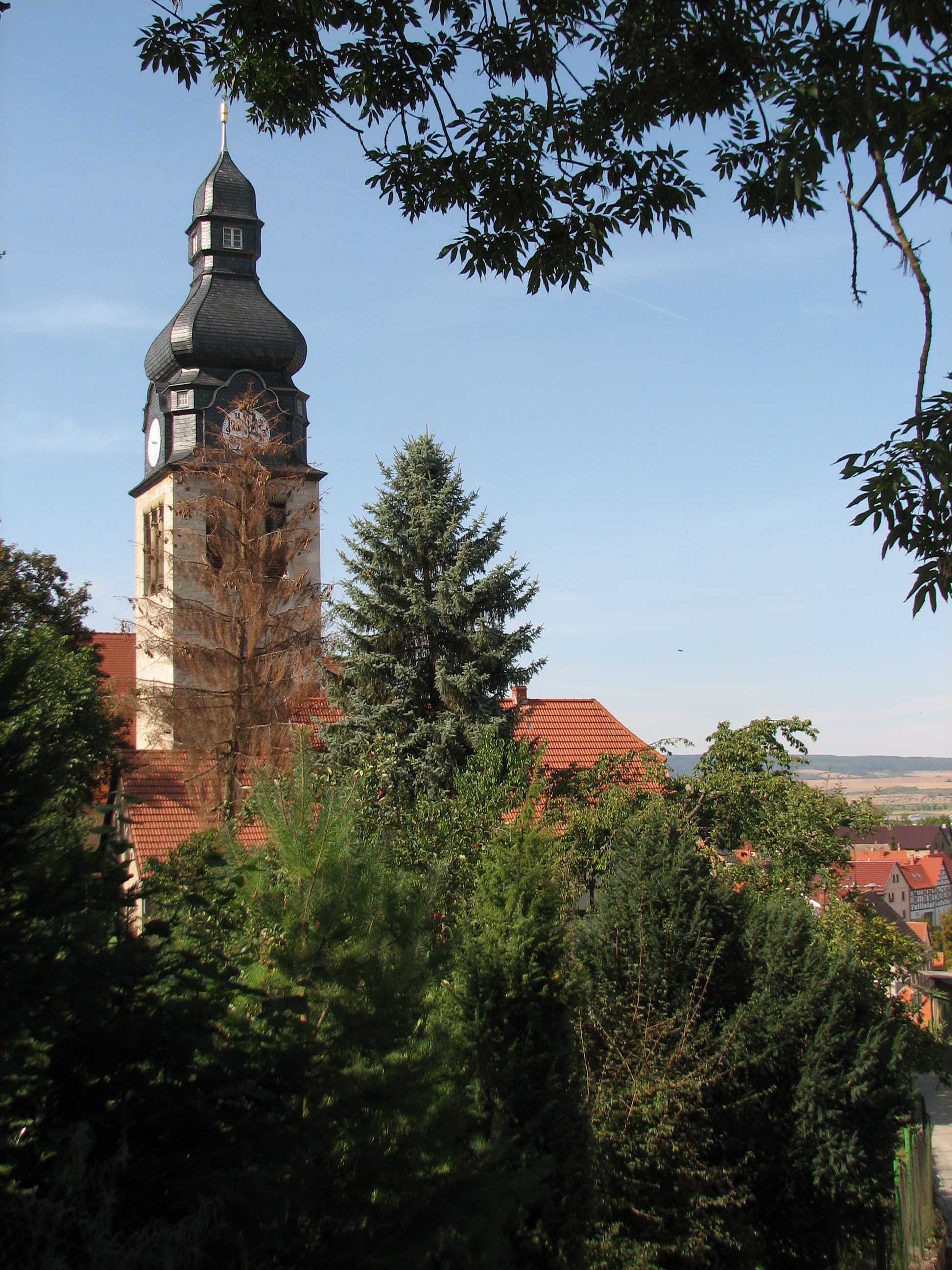
Der Kirchturm mit barockisierter Turmspitze

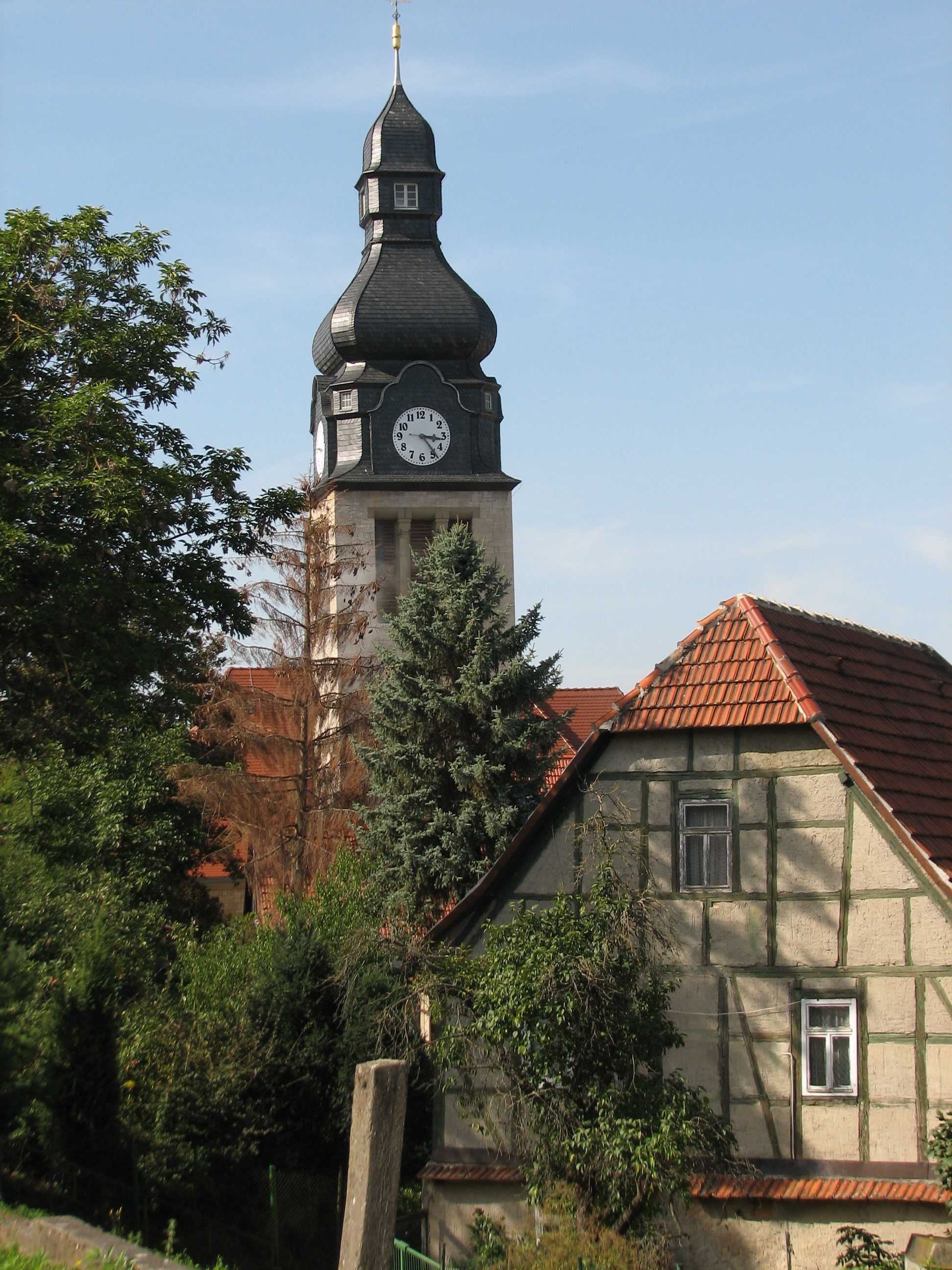
Das Kirchgebäude verbirgt sich hinter den benachbarten Häusern

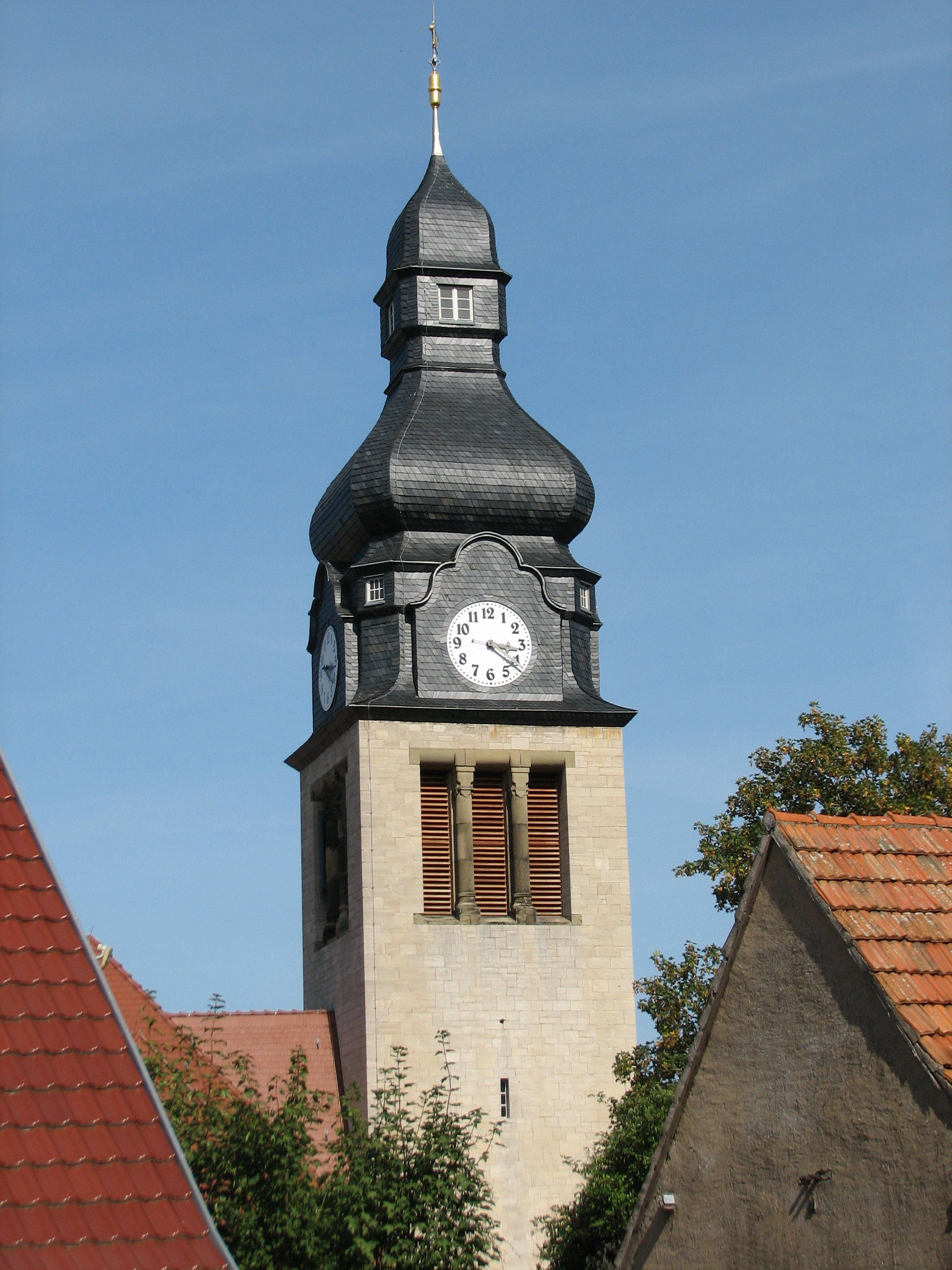
Herausragend: Der Turm der Kirche Oldisleben

Die evangelische St.-Johannis-Kirche zu Oldisleben steht an herausgehobener Stelle in Oldisleben, einem Ortsteil von An der Schmücke, nahe der Thüringer Pforte im Kyffhäuserkreis in Thüringen. Sie gehört zur Evangelischen Kirche in Mitteldeutschland (EKM).

## Geschichte und Gestaltung
Die 1506 erbaute Kirche musste wegen Baufälligkeit abgerissen werden. Am 25. Juli 1910 begannen Maurermeister Karl Haase und seine Leute den Neubau der Kirche – die Grundmauern der alten Kirche wurden vom neuen Fundament umschlossen. Am 25. August 1910 war Grundsteinlegung mit dem Geheimen Kirchenrat Wuttich aus Allstedt, Pfarrer Strümpfel aus Sachsenburg und Einwohnern von Oldisleben. Der Initiator des Neubaus der Kirche, Pfarrer Stößner, starb am 4. Juli 1910 im Alter von 48 Jahren. 
Die Kirche wurde nach Plänen des Architekten M. B. Schlag aus Frankenhausen gebaut, der sie im Jugendstil gestaltete. Die Oberaufsicht hatte Regierungsbaumeister Lindig aus Weimar, mit Aufsicht und Leitung war Architekt und Baurat Fahro aus Halle betraut. Am 3. Dezember 1911 (1. Advent) erfolgte die Weihe der neuen Kirche.
Der Flügelaltar aus der Vorgängerkirche ist das Werk eines unbekannten Meisters aus der Spätgotik um 1500. Die drei großen Fenster im Altarraum – Weihnachtsfenster, Kreuzigungsfenster und Himmelfahrtsfenster – wurden privat gestiftet und am 22. September 1911 eingesetzt.
Von 1983 bis 1994 war Martin Steiger Pfarrer dieser Kirche. Er plante und verwirklichte 1988 die umfassende und stilgerechte Sanierung der Kirche innen. Dabei hatte Horst Jährling als erfahrener Berater „den Hut auf“. Als Höhepunkt gelang es Pfarrer Steiger,  am 13. Oktober 1989 den Thomanerchor mit ihrem Thomaskantor Hans-Joachim Rotzsch zu einem Konzert in die Kirche zu holen.

## Glocken
Während der beiden Weltkriege wurden drei der bronzenen Kirchenglocken als Metallspende des deutschen Volkes eingeschmolzen. Die älteste von 1513 blieb davon verschont. 
Der Guss dieser Glocke in der Johanniskirche wurde nach der Weihe der der alten Kirche im Jahr 1506 in Erfurt in Auftrag gegeben. Glockengießer war Heinrich Ciegler – seine Gießerzeichen waren H.C., h. c. oder eine Sichel. 1513 war das Werk vollendet. Auf dem Relief der Glocke ist Maria in einem langen, faltigen Gewand. Sie trägt eine Krone und steht auf einer Mondsichel, umgeben von den Strahlen der Sonne. Auf dem Arm trägt sie ihr Kind. 
Als die als Ersatz angeschafften drei Eisenstahlgussglocken ihre Lebensdauer überschritten hatten, mussten sie ersetzt werden. Die erste neue Bronze-Glocke wurde am 28. Oktober 2011 und die beiden weiteren am 19. Oktober 2012 in der Glockengießerei Bachert in Karlsruhe gegossen und am 1. Advent 2011 bzw. 2012 in Oldisleben begrüßt. Der Neuguss der drei Glocken erfolgte in der Amtszeit des Pfarrers Reinhardt Süpke.

## Pfarrer in Oldisleben
- 1911–1933: Atzel, Hans, Diak., Pf.
- 1933 (1935)–1937 (1938): Koszinowski, Theodor Gustav Fritz, Hpr., Hpf.
- 1937 (1938, 1941)–1951: Wambach, Friedrich Gerhard, Hpr., Hpf., Pf. (1940–1945 Kriegsdienst)
- 1952–1971: Spengler, Ernst Walter, komm. Verw., Pf.
- 1981: Becker geb. Kahlert, Beate Christine, Vik.
- 1983‐1994: Steiger, Heinz Martin, Pf.
- 1997‐2006: Süpke, Reinhard, Pf., 2006 Opf.[6]

## Frühere Kirche im Ort
Eine Vorgängerkirche St. Nicolai aus dem Jahre 972 stand vermutlich bis 1715 im Unterdorf in der Backhausgasse. Sie gehörte wahrscheinlich zu einem Kloster.

## Varia
- Die Stein-Kanzel bezeichnen Spötter aufgrund ihrer eindrucksvoll massiven Gestaltung und herausgehobener Stellung mittig im Chorraum (sie ist über beidseitig über geometrische, gleichermaßen massive Treppen erreichbar) als „U-Boot-Kanzel“.